# Филлипс, Стоун
Стоун Стоктон  Филлипс (англ. Stone Stockton Phillips) — американский журналист, бывший соведущий политического шоу Dateline NBC и диктор новостей на нескольких ТВ-каналах.

## Биография
Стоун Филлипс родился 2 декабря 1954 года в Техасе. Провел своё детство в Сент-Луисе. Его отец Виктор работал инженером в области химической промышленности. Мать работала школьным преподавателем. Обучался в школе при Йельском университете, выиграл множество научных олимпиад, был членом футбольной команды. Получил образование в области философии. В 1986 году Филлипс впервые выступил по радио в качестве корреспондента. В этом же году он работал в передаче «Good Morning America» и ведущим в спортивных новостях «ABC’s World News Sunday». Параллельно со съемками в телепередачах он участвовал в создании и публикациях журнала «Weekend Magazine with Stone Phillips». Популярности добился во многом и благодаря таланту интервьюера. Именно Филлипс в феврале 1994 года брал нашумевшее интервью у знаменитого серийного убийцы Джеффри Дамера и его отца.
17 октября 2005 года Филлипс был гостем на премьерном эпизоде The Colbert Report (американская сатирическая телевизионная программа на Comedy Central, которую ведет актёр Стивен Кольбер). Благодаря яркой манере ведения и активной жестикуляции Филлипс стал объектом многочисленных пародий. Многие комики находят в его личности очень смешные моменты и отлично передают их окружающим. Однажды актёр Роб Лоу в телевизионном шоу «Saturday Night Live» настолько блестяще продемонстрировал образ Стоуна, что это надолго заполнилось многим американцам.
Его контракт с каналом «NBC» был подписан на сумму 7 миллионов долларов. Но в 2007 году канал решил не продлевать его в связи с уменьшением общего бюджета. Контракт Филлипса был признан роскошью, так как на тот момент он работал лишь в одной программе.
Стоун Филлипс принимал участие в съёмках различных телесериалов и шоу. Он участвовал в   «Отчёте Кольбера», «Открытом доступе», «Хедлайнерах и легендах с Мэттом Лауэром», где был приглашённым гостем,  экспертом или соведущим. Благодаря своей необычности и непоколебимости, за довольно короткий период сумел заработать большую любовь американских любителей ток-шоу. Выступал  в двух чемпионатах США по гольфу среди знаменитостей.  
По данным на апрель 2012 года Стоун Филлипс числился в штате канала PBS Newshour. Живёт в Нью-Йорке с супругой Деброй. У пары есть сын Стритер (род. 1988). В августе 1995 года  у пары родилась дочь, умершая в тот же день.
В мае 2013 года Филлипс выпустил документальный фильм «Двигаясь с Грейс» об уходе за пожилыми людьми.